# Авеню Пи (линия Калвер, Ай-эн-ди)
|   |   |   |   |   |
| · | · | · | · | · |

|   |   |   |   |   |
| · | · | · | · | · |

«Авеню Пи» (англ. Avenue P) — станция Нью-Йоркского метрополитена, расположенная на линии Калвер, Ай-эн-ди. Станция находится в Бруклине, в трёх округах: Мидвуде, Грэйвсэнте и Бенсонхарсте, на пересечении авеню Пи и 65-й улицы с Макдональд-авеню. На станции останавливаются маршруты F (круглосуточно) и <F> (в часы пик в пиковом направлении).

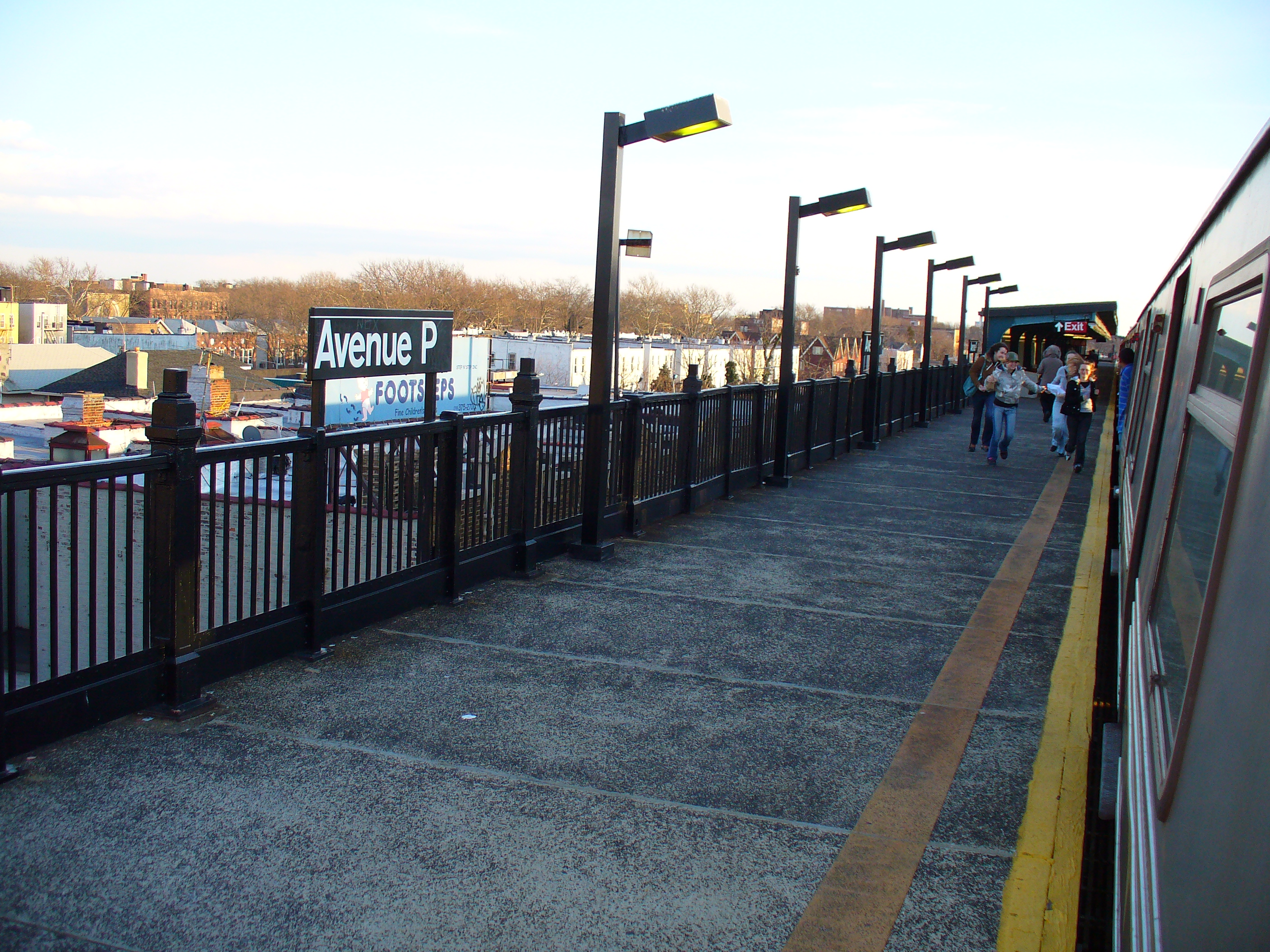

Станция расположена на трёхпутном участке линии, причём платформами оборудованы только внешние (локальные) пути. Центральный экспресс-путь не используется для маршрутного движения поездов с 1976 года — именно тогда было прекращено экспресс-сообщение по линии из-за многочисленных жалоб пассажиров. Станция является эстакадной. В центральной части платформы оборудованы навесом, там же ограждены высоким бежевым железным забором. На остальных участках платформы ограждены невысоким чёрным забором.
Станция имеет только один выход, расположенный в центральной части платформ. Лестницы с платформ ведут в мезонин под ними, где расположен турникетный павильон и зал ожидания. Здесь же существует бесплатный переход между платформами. В город с мезонина ведут три лестницы, к разным углам перекрестка авеню Пи, 65-й улицы и Макдональд-авеню.